# Parazanclistius
Parazanclistius is een monotypisch geslacht van straalvinnige vissen uit de familie van harnashoofdvissen (Pentacerotidae).

## Soort
- Parazanclistius hutchinsi Hardy, 1983